# Ville-au-Montois
 Ville-au-Montois  là một xã của tỉnh Meurthe-et-Moselle, thuộc vùng Grand Est, đông bắc nước Pháp. Xã này nằm ở khu vực có độ cao trung bình 338 mét trên mực nước biển.